# Pelidnota pulchella
Pelidnota pulchella es una especie de escarabajo del género Pelidnota, familia Scarabaeidae. Fue descrita científicamente por Kirby en 1818
Especie nativa de la región neotropical. Habita en Brasil.